# Dufferin—Peel—Wellington—Grey
Pour les articles homonymes, voir Dufferin, Peel, Wellington (homonymie) et Grey.
Dufferin—Peel—Wellington—Grey fut une circonscription électorale fédérale de l'Ontario, représentée de 1997 à 2004.
La circonscription de Dufferin—Peel—Wellington—Grey a été créée en 1996 avec des parties de Guelph—Wellington, Halton—Peel et Wellington—Grey—Dufferin—Simcoe. Abolie en 2003, elle fut redistribuée parmi Dufferin—Caledon, Grey—Bruce—Owen Sound, Perth—Wellington et Wellington—Halton Hills.

## Géographie
En 1996, la circonscription de Dufferin—Peel—Wellington—Grey comprenait:
- Le comté de Dufferin
- Une partie du comté de Grey
  - Les cantons d'Egremont et de Proton
  - Le village de Dundalk
- Une partie du comté de Wellington
  - Les cantons d'Erin et de West Luther
  - La ville de Mount Forest
  - Les villages d'Arthur et d'Erin
- La ville de Caledon, dans la municipalité régionale de Peel

## Députés
1. 1997-2004 — Calder Murray, PLC

- PLC = Parti libéral du Canada